# Ованес Авагерец
Оване́с Авагере́ц (арм. Հովհաննես Ավագերեց), протоиерей Ованес — армянский хронист XIII века, автор «Хронографии». 

## «Хронография»
Сведений об Ованесе практически не осталось, за исключением авторской записки в его труде «Хронография», написанном в 1225 году. Труд дошел до нас в оригинале, дописан в конце старейшей написанной на бумаге и в целости сохранившейся рукописи Матенадарана 971 года (рукопись № 2679). Об авторе и дате написания говорит небольшая запись в конце «Хронографии» 
«Господь Иисус Христос, пощади Азизмама и грешного протоиерея Ованеса сына Гиша, который через 254 года купил эту книгу и составил список до 1225 года».
Труд представляет собой список из трех столбцов. В первом столбце идут даты с 1 года н.э. до 1225 года (до 556 года даты написаны по григорианскому календарю, после — по армянскому). Во втором столбце идут годы правления римских, потом византийских императоров, в третьем — армянских и персидских царей и Католикосов всех армян. Слева и справа от списка записаны разные события — церковные соборы, даты рождения и смерти известных армянских князей, сражения и восстания, землетрясения и другие стихийные бедствия, появления комет, солнечные и лунные затмения, итд. После 1032 года никаких записей нету, но даты в первом столбце продолжаются до 1225 года. 
«Хронография» Ованеса Авагереца считается чрезвычайно важным источником, в нем упоминаются события не нашедшие отражение в работах других армянских авторов.